# Editorial Doble Ese
Editorial Doble Ese fue una editorial argentina fundada en mayo de 1965 por los poetas Roberto Jorge Santoro y Marcos Silber. El nombre del proyecto deriva de las iniciales de sus apellidos: "Doble Ese", en alusión a Santoro y Silber. El taller de la editorial estuvo ubicado primero en el barrio de Chacarita (Fraga 568) y posteriormente en el Barrio de Almagro (Yatay 739). Por su parte, la sede administrativa se ubicó en el barrio de Constitución (Salta 1787). Con el tiempo, el escritor Martín Campos se sumó al proyecto, contribuyendo también a las actividades editoriales.

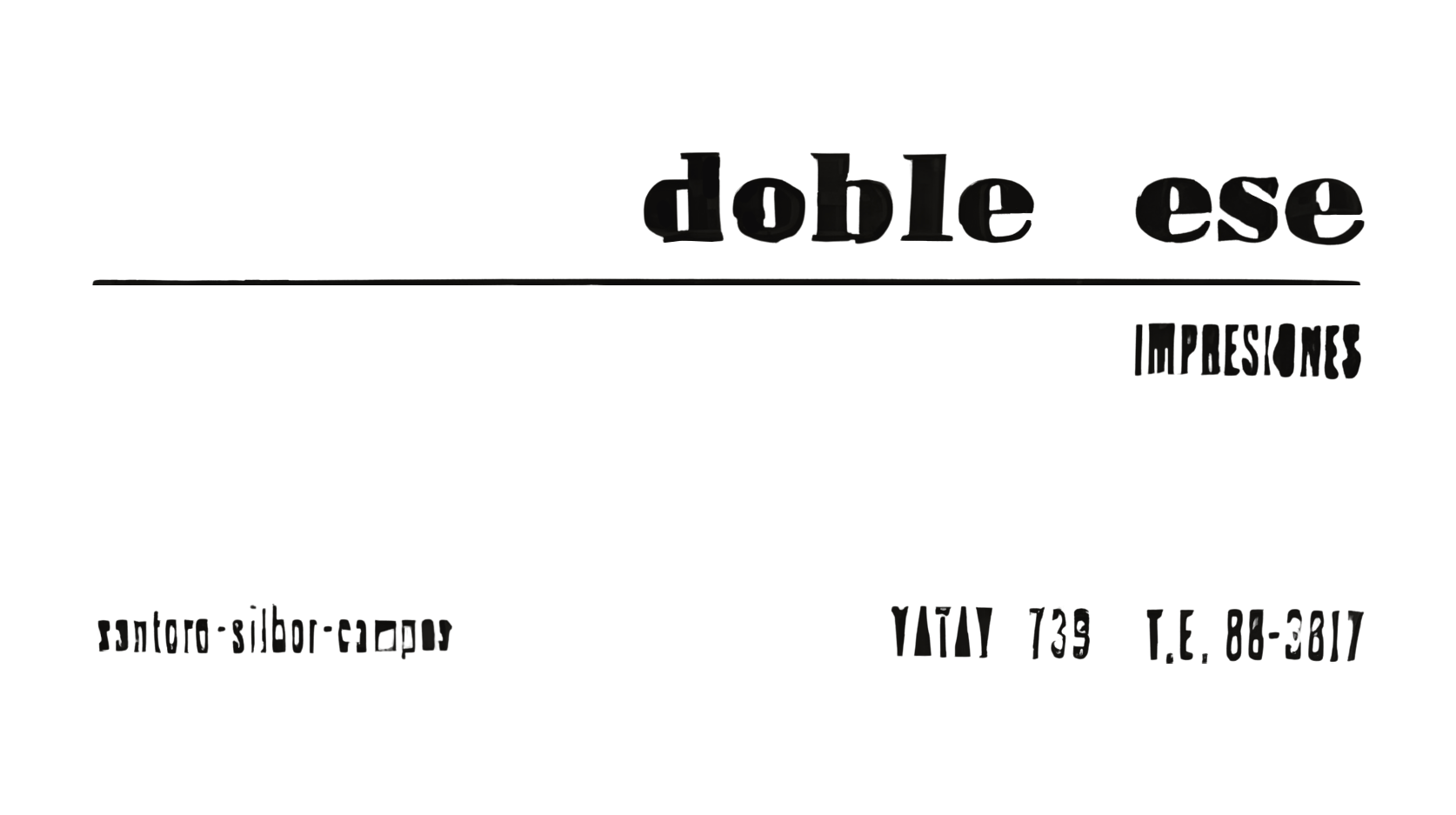
Tarjeta de presentación - señalador de la editorial (Original)

Doble Ese fue el primer proyecto editorial del poeta argentino Roberto Jorge Santoro por fuera de su emblemática Editorial El Barrilete. Mientras que El Barrilete se enfocaba en publicar a poetas del Grupo Barrilete, Doble Ese amplió su alcance al editar obras de poetas jóvenes y poco conocidos. La editorial operó con recursos limitados y un espíritu autogestivo, produciendo publicaciones de calidad que a menudo eran distribuidas de manera directa o a través de circuitos alternativos. Esto último refleja dos aspectos fundamentales de la filosofía de Santoro como editor independiente: por un lado, el deseo de acercar la literatura al pueblo, desafiando las estructuras tradicionales del mercado editorial de la época y, por el otro, el de mantener un compromiso íntegro con los movimientos culturales y sociales de los años 60 y 70 en Argentina.

## Libros publicados por Editorial Doble Ese

Hoja contable de la editorial Doble Ese (Original)

- Persecución de la luz (1965) – Francisco Muñoz
- De amor y soledad (1965) – Héctor Daniel Dei
- La partida (1966) – Lidia Geldstein
- El caudillo (1966) – Horacio Salas
- Mi soledad es ella (1966) – Jorge Carrol
- Raíz de tiempo (1966) – Angélica Beatriz Lacunza
- Breviario para sobrevivir (1967) – Alberto Polat
- Sueño numeroso (1972) – Óscar Sosa Ríos